# 小行星21813
小行星21813（21813 Danwinegar）是一颗绕太阳运转的小行星，为主小行星带小行星。该小行星于1999年10月3日发现。

## 轨道参数
小行星21813的轨道半长轴为2.4332906 UA，离心率为0.162。